# 이진호 (축구인)
이진호(1984년 9월 3일 ~ )는 대한민국의 전 축구 선수로서 포지션은 공격수였다.

## 개요
옥동초등학교, 학성중학교, 학성고등학교, 울산과학대학을 졸업하였다. 자신의 팀에 대한 애정을 그라운드에서의 열정으로 뿜어내어 '열정의 스트라이커'라는 별명을 얻었다. 또한 그는 자신이 울산에서 태어나고 울산 프로팀에 대한 자부심과 애착이 강한 선수로 유명하며 울산 현대 축구단 서포터들에게 '울산의 아들'이라는 별명도 가지고 있기도 하다.

## 축구인 생활

### 선수 생활
학성고등학교 중퇴 후 대학교에 가지 않고 2000년 크루제이루 EC 유소년 팀에 입단하였고, 2002년 AC 키에보베로나 입단 테스트에 합격하여 2군에서 뛰며 좋은 평가를 받았으나, 국내로 돌아오게 되었다.

## 클럽 경력

### 울산 현대 축구단
2003년 자신의 고향 연고 팀 울산 현대에서 데뷔하였으나, 2년 동안 하우젠 컵을 포함하여 8경기를 뛰는데 그쳤다. 2005년에서야 리그에서 19경기를 뛰며 경기 출전 횟수를 늘리기 시작하였고, 그 해 11월 20일 K-리그 플레이오프 성남 일화 천마와의 경기에서 결승골을 기록하는 등 울산 현대의 플레이오프 결승 진출에 공헌하였다. 당초에는 다음 날인 11월 21일 상무 입대가 결정되었으나, 쇄골 골절으로 인하여 2달 간 귀가 조치를 받게 되었다. 이에 따라, 이진호의 챔피언 결정전 출전 여부가 화제가 되었고, 결국 챔피언 결정전 2차전에 교체 투입되어 2005년 K-리그 우승에 공헌하였다.

### 광주 상무 불사조
2006년 상무에 입대하였으나 부상으로 인하여 그 해 리그에서 9경기를 뛰는데 그쳤다. 2007년 리그에서 20경기를 뛰었고, 2008년 제대하여 울산 현대에 복귀하였다.

### 포항 스틸러스
2010년 포항 스틸러스의 노병준과 6개월간 맞임대되었다.2011년 포항 스틸러스의 노병준과 임대계약이 끝나고 원 소속 팀인 울산 현대에 복귀하였다.

### 대구FC
2012년 1월 대구 FC가 소유권을 갖고 있던 이근호가 감바 오사카에서 울산 현대로 이적하게 되었고, 그 과정에서 대구 FC로 트레이드되었다.

### 제주 유나이티드 FC
2013년 시즌이 시작하고 나서 기량은 좋았으나 부진으로 공격포인트를 기록하지 못하자 7월 3일 제주 유나이티드의 최원권과 6개월간 맞임대되었다. 그 해 제주에서 17경기 3골 3도움을 기록하며 성공적인 임대 생활을 보냈다.

### 광주 FC
2014년 초 광주 FC로 이적했다.

## 플레이 스타일
184cm의 건장한 체격을 자랑하며, 외국인 선수에 밀리지 않는 강한 힘과 골에 대한 강한 집중력을 보인다. 건장한 체구의 공격수라고는 믿기 어려운 유연함으로 빠르고 부드러운 플레이를 가능하게 하는 것 또한 이진호의 강점 중 하나이다.

## 경력

### 선수 경력
- 2002년  키에보베로나
- 2003년 ~ 2005년  울산 현대
- 2006년 ~ 2007년  광주 상무 불사조 (군 복무)
- 2008년 ~ 2010년 6월  울산 현대
- 2010년 6월 ~ 2010년 12월  포항 스틸러스 (임대)
- 2011년 ~ 2012년  울산 현대
- 2012년 ~ 2013년  대구 FC
- 2013년  제주 유나이티드 (임대)

## 수상

### 클럽

#### 울산 현대 축구단
- K-리그 우승 1회 (2005년)
- K-리그 준우승 2회 (2003,2011년)
- 리그컵 우승 1회 (2011년)
- 리그컵 준우승 1회 (2005년)